# Asterina fragillissima
Asterina fragillissima är en svampart som beskrevs av Berk. 1855. Asterina fragillissima ingår i släktet Asterina och familjen Asterinaceae.   Inga underarter finns listade i Catalogue of Life.